# Affichage à neuf segments

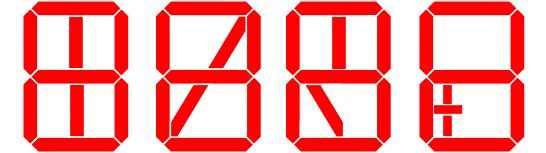
différents affichages à neuf segments

Affichages à 7, 9, 14 et 16 segments montrés côte à côte.

Un affichage à neuf segments est un type d'affichage basé sur neuf segments qui peuvent être activés ou désactivés en fonction du motif graphique à produire.
Il s'agit d'une extension de l'affichage à sept segments le plus courant, avec deux segments diagonaux ou verticaux supplémentaires (habituellement, un entre le segment horizontal du haut et celui du milieu, et le segment horizontal du milieu et celui du bas).
Il constitue une méthode efficace d'affichage des caractères alphanumériques.